# Capità Ron
Capità Ron (títol original: Captain Ron) és una pel·lícula estatunidenca dirigida per Thom Eberhardt, estrenada l'any 1992. Ha estat doblada al català.

## Argument
Una família de Chicago hereta un vaixell desballestat que va pertànyer en el seu dia a Clark Gable. Decideixen traslladar-lo des de l'illa on està ancorat fins a Miami per vendre'l. Per a això contracten el singular capità Ron.

## Repartiment
- Kurt Russell: Capità Ron
- Martin Short: Martin Harvey
- Mary Kay Place: Katherine Harvey
- Benjamin Salisbury: Benjamin Harvey
- Meadow Sisto: Caroline Harvey
- Sunshine Logroño:[3] General Armando
- Jorge Luis Ramos: traductor del General
- Tanya Soler: Angeline
- Raúl Estela: Roscoe
- Dan Butler: Bill Zachery
- Tom McGowan: Bill
- Craig Rondell: el promès de Caroline
- Paul Anka: Donaldson
- John Scott Clough: Garth
- Katherine Calzada: Barbara
- Roselyn Sánchez: Clarise, La filla de l'illa

## Premis i nominacions
Nominacions
- Premis Young Artist 1993 :
  - "Best Young Actress Starring in a Motion Picture" per Meadow Sisto
  - "Best Young Actor Starring in a Motion Picture" per Benjamin Salisbury